# M19 (semovente)
Il M19 Multiple Gun Motor Carriage (MGMC) era un semovente antiaereo statunitense della seconda guerra mondiale, basato sullo scafo del carro armato leggero M24 Chaffee, armato con due cannoni Bofors 40 mm. Venne prodotto dalla Cadillac verso la fine del 1944. Il M19A1 era una versione migliorata con un motore ausiliario e canne di ricambio per i cannoni da 40 mm.
Durante la guerra, nel teatro europeo gli M19 e gli M19A1 furono utilizzati principalmente come cannoni d'assalto, in quanto la superiorità aerea degli Alleati li aveva sollevati dall'originario ruolo contraereo. Trovarono impiego nello stesso ruolo anche durante la guerra di Corea.

## Sviluppo
Il M19 era un'evoluzione del progetto 40 mm Gun Motor Carriage T65, elaborato in risposta ad un requisito delle forze corazzate americane per un semovente antiaereo leggero basato sullo scafo del carro leggero M5. Nonostante le prove sul campo avessero dato esito positivo e fossero stati richiesti all'industria 1.000 T65, il programma venne sospeso dall'Ordnance Department in quanto il carro M5A1 stava per uscire di produzione.
In sostituzione del precedente, venne avviato un nuovo progetto, denominato T65E1, basato sul nuovo scafo T24, prototipo del M24 Chaffee, simile nell'aspetto esterno a quello del T65 GMC (torretta posteriore e motori al centro dello scafo), con modifiche minori quali uno scudo angolato in luogo di uno dritto.

### M19 e M19A1
Il T65E1 venne accettato in servizio in maggio 1944 con la denominazione ufficiale M19 Multiple Gun Motor Carriage., con un ordine alla Cadillac di 904 mezzi per equipaggiare le unità antiaeree dell'US Army nella fase finale della guerra. La produzione iniziò solo ad agosto dello stesso anno, limitata a 285 mezzi alla fine della guerra. La versione M19A1 era equipaggiata con un motore ausiliario ed un generatore, che consentivano di far operare la torretta anche con i motori principali spenti; disponeva inoltre di agganci per il trasporto di due canne di riserva.

## Impiego operativo
A causa del volgere degli eventi nei mesi finali della guerra, l'ordine non venne mai completato e gli scafi previsti vennero dirottati per la produzione di ulteriori carri Chaffee.
I M19 MGMC vennero schierati in Europa dall'US Army ma al loro arrivo al fronte la Luftwaffe era già stata spazzata via dallo strapotere aereo alleato, cosicché i semoventi vennero usati come cannoni d'assalto, ruolo nel quale si dimostrarono ottimi. Diversamente da altri veicoli militari americani, il mezzo non venne trasferito alle forze alleate tramite i programmi Lend-Lease o Military Aid Program. Il semovente servì anche durante la guerra di Corea, anche qui soprattutto come cannone d'assalto. I cannoni da 40 mm risultavano particolarmente efficaci contro gli assalti in massa della fanteria cinese e nordcoreana, come ad esempio nella difesa del "perimetro di Pusan".
Quando venne decisa la dismissione del carro M24 Chaffee e dei veicoli basati sul medesimo scafo, le torrette M19 vennero rimontate sugli scafi dei carri M41 Walker Bulldog per produrre così gli M42 Duster.

## Veicoli comparabili
- 40M Nimród
- Crusader Mk. III Anti-Aircraft Tank Mk. I
- Flakpanzer IV Kugelblitz
- Flakpanzer IV Möbelwagen
- Flakpanzer IV Ostwind
- ZSU-37